# Alexa Benkert
Alexa Benkert (* 3. Februar 1989 in Zürich) ist eine Schweizer Schauspielerin und Synchronsprecherin.

## Leben
Die in Zürich geborene Benkert zog mit 16 Jahren nach Hamburg, um an einer Musicalschule ihre Ausbildung zu beginnen. Von 2008 bis 2010 studierte sie Schauspiel, ebenfalls in Hamburg.
Danach spielte sie in der Serie Das Haus Anubis die Rolle der Charlotte Bachmann. Die Seifenoper wurde in Belgien gedreht und in Deutschland, Österreich und der Schweiz ausgestrahlt. Sie war gleichzeitig die grösste Eigenproduktion von Nickelodeon Deutschland. 2012 verkörperte sie im Kinofilm Das Haus Anubis – Pfad der 7 Sünden ebenfalls Charlotte Bachmann.

## Ausbildung
- 2008–2010: Schauspielstudium an der FSH Hamburg
- 2005–2007: Joop van den Ende Academy

## Filmografie
- 2018: Singles’ Diaries (Fernsehserie)
- 2018: Counterpart
- 2013: Kumbaya (Webserie)
- 2012: Das Haus Anubis – Pfad der 7 Sünden
- 2010–2012: Das Haus Anubis (Fernsehserie)
- 2007: Operation H2O, Langfilm, MARA (NR), R: David Seffer

## Bühne
- 2009: 99 Grad, KATHERINE, R: Christoph Zapatka, Hamburger Sprechwerk
- 2009: Furcht und Elend, SÄNGERIN, R: J.Lederer, Kulturbühne Bugenhagen
- 2004: Mahlers 3. Sinfonie, SÄNGERIN, R: Ivan Fischer, Gastspiel Tournee
- 2004: Don Quichotte, TÄNZERIN, R: P. Faggioni, Opernhaus Zürich
- 2002: La Gioconda, SÄNGERIN, R: Gilbert Deflo, Opernhaus Zürich